# کوسه کوتوله درازبینی
کوسه کوتوله درازبینی (نام علمی: Heteroscymnoides marleyi) نام یک گونه از راسته خاردارکوسه‌سانان است.